# Rauma (Finlandia)
Rauma (in svedese Raumo) è una città finlandese di 38667 abitanti, situata nella regione del Satakunta.
Dal 2009 comprende l'ex comune di Lappi.
La parte di città più rilevante è la Vecchia Rauma, oggi Patrimonio dell'umanità dell'UNESCO.

## Amministrazione

### Gemellaggi
- Gjøvik
- Næstved
- Gävle
- Álftanes
- Kolpino
- Kaposvár